# Beata Matyjaszek-Matuszek
Beata Katarzyna Matyjaszek-Matuszek – polska endokrynolog, diabetolog i internista; profesor doktor habilitowana nauk medycznych i nauk o zdrowiu; ekspertka w dziedzinie farmacji i farmakologii oraz chorób tarczycy; kierownik Kliniki Endokrynologii, Diabetologii i Chorób Metabolicznych Uniwersytetu Medycznego w Lublinie; autorka ponad 60 publikacji.

## Życiorys
Doktorat obroniła 1 stycznia 1991 roku za dysertację Porównanie ośrodkowego działania alkaloidów Chelidonium majus L., przygotowaną pod kierunkiem Ewy Jagiełło-Wójtowicz. Habilitowała się 25 października 2012, przedstawiając pracę Ocena stężenia adiponektyny u kobiet w ciąży powikłanej cukrzycą ciążową wraz z analizą jej zależności z wybranymi parametrami metabolicznymi i genetycznymi. 20 stycznia 2021 została nominowana profesorem.